# Villanova Solaro
Villanova Solaro (piemontiul: Vilaneuva Solar) település Olaszországban, Piemont régióban, Cuneo megyében. Lakosainak száma 752 fő (2023. január 1.). Villanova Solaro Moretta, Murello, Ruffia, Scarnafigi és Torre San Giorgio községekkel határos.

## Népesség
A település lakossága az elmúlt években az alábbi módon változott:
| Lakosok száma | 808  | 782  | 774  | 760  | 752  |
|               | 1991 | 2001 | 2017 | 2018 | 2023 |